# 趙于敏
趙于敏（1540年—？），字訥甫，號继節，山西潞安府長治縣人，民籍，明朝政治人物。

## 生平
嘉靖四十三年（1564年）甲子科山西鄉試第二名舉人，隆慶五年（1571年）中式辛未科會試第一百九十八名，二甲第三名進士。户部觀政，授陕西河州知州，萬曆三年（1575年）升廣平府同知、河南府知府，九年十月因克扣库銀，被押入京审讯，十年三月被革职为民。

## 家族
曾祖趙會，典膳 贈左布政使；祖父趙秉忠，州同知 贈左布政使；父趙希夔，河南左布政使進階通奉大夫。母張氏（封夫人）。具慶下。兄趙于實，弟趙于朴。